# Francesco Suriano
Francesco Suriano OFM (ur. 1450 w Wenecji, zm. po 1529 tamże) − włoski franciszkanin, prezbiter, dwukrotny Kustosz Ziemi Świętej, palestynolog, autor traktatu o Ziemi Świętej i Bliskim Wschodzie wydanego drukiem w 1524.
Pochodził z rodziny kupieckiej, co dało mu okazję w młodości odwiedzać Palestynę. Dwa razy pełnił urząd przełożonego Kustodii Ziemi Świętej, mającej swoje konwenty na Bliskim Wschodzie. Jest autorem dzieła orientalistycznego Trattato di Terra Santa e dell'Oriente stanowiącego źródło wiedzy o Palestynie, Egipcie, Syrii i Abisynii na przełomie XV i XVI wieku.